# Tierra de Vitigudino
La Tierra de Vitigudino (más conocida como Campo de Vitigudino) es una subcomarca de la comarca de Vitigudino, en la provincia de Salamanca, Castilla y León, España. Sus límites no se corresponden con una división administrativa, sino con una demarcación agraria.

## Geografía
La Tierra de Vitigudino está situada al noroeste de la provincia de Salamanca y ocupa una superficie de 1336,13 km².

### Demarcación
Comprende 35 municipios: Cipérez, El Cubo de Don Sancho, Espadaña, Moronta, Peralejos de Abajo, Peralejos de Arriba, Pozos de Hinojo, Villar de Peralonso, Villares de Yeltes, Villarmuerto, Vitigudino y Yecla de Yeltes, a los que algunos autores añaden Almendra, Ahigal de Villarino, Barceo, Barruecopardo, Brincones, Cabeza del Caballo, Cerezal de Peñahorcada, El Manzano, El Milano, Encinasola de los Comendadores, Guadramiro, Iruelos, La Peña, La Vídola, La Zarza de Pumareda, Puertas, Saldeana, Sanchón de la Ribera, Trabanca, Valderrodrigo, Valsalabroso, Villar de Samaniego y Villasbuenas, que pertenecen a la comarca de La Ramajería.
Se considera a Vitigudino como el centro neurálgico o capital del territorio. Los términos municipales de Almendra, Barruecopardo, Cabeza del Caballo, Cerezal, La Peña, La Zarza, Saldeana y Trabanca también forman parte del denominado Parque natural de Arribes del Duero.
Limita con La Ribera al norte y al oeste, con la Tierra de Ledesma al este, con El Abadengo al sur y al oeste, y con el Campo de Yeltes al sur.
| Noroeste: La Ribera   | Norte: La Ribera                   | Nordeste: Sayago (Zamora)   |
| Oeste: La Ribera      |                                    | Este: Tierra de Ledesma     |
| Suroeste: El Abadengo | Sur: El Abadengo y Campo de Yeltes | Sureste: Campo de Salamanca |

## Historia
Existen poblamientos en la zona desde la Prehistoria, como lo prueba el dolmen de Sahelicejos en Villar de Peralonso. Asimismo, el castro de Yecla de Yeltes atestigua la presencia vettona en la comarca, que fue seguida cronológicamente por el dominio del Imperio Romano, del que habría restos como la calzada romana de los Mártires, en El Cubo de Don Sancho.
La época clave en la que se conforma la población de esta comarca se da en la Alta Edad Media, cuando los reyes de León emprenden la repoblación de la zona tras la Reconquista, iniciándose con una tímida primera fase bajo el reinado de Ramiro II de León en el siglo X, y con las más extensivas y generales de Alfonso VI de León y Fernando II de León, en los siglos XI y XII.
En 1833, la división territorial de España emprendida por Javier de Burgos coloca a esta zona en la provincia de Salamanca, dentro de la Región Leonesa. En 1844 se crea el partido judicial de Vitigudino y la villa de Vitigudino deja de depender directamente del obispado de Salamanca, al que perteneció desde que fuera entregada por el rey Fernando II de León en el siglo XII.

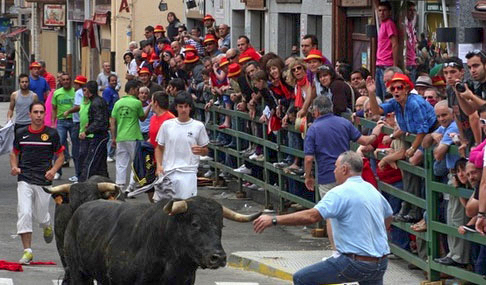
Encierros de Vitigudino
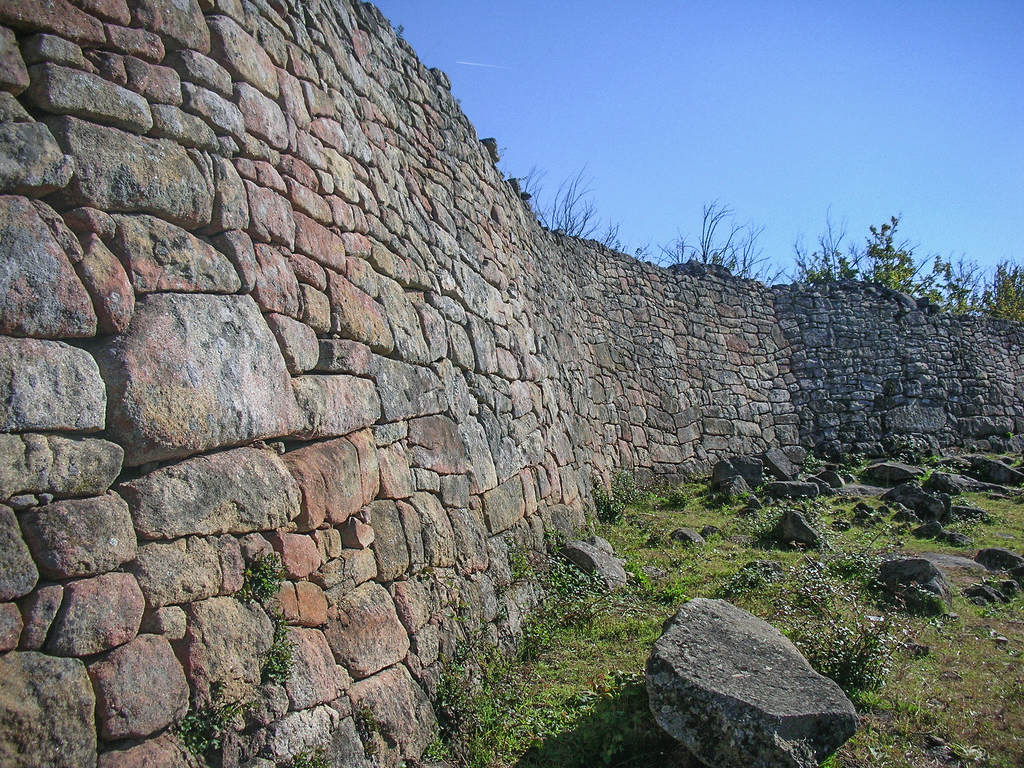
Castro de Yecla la Vieja
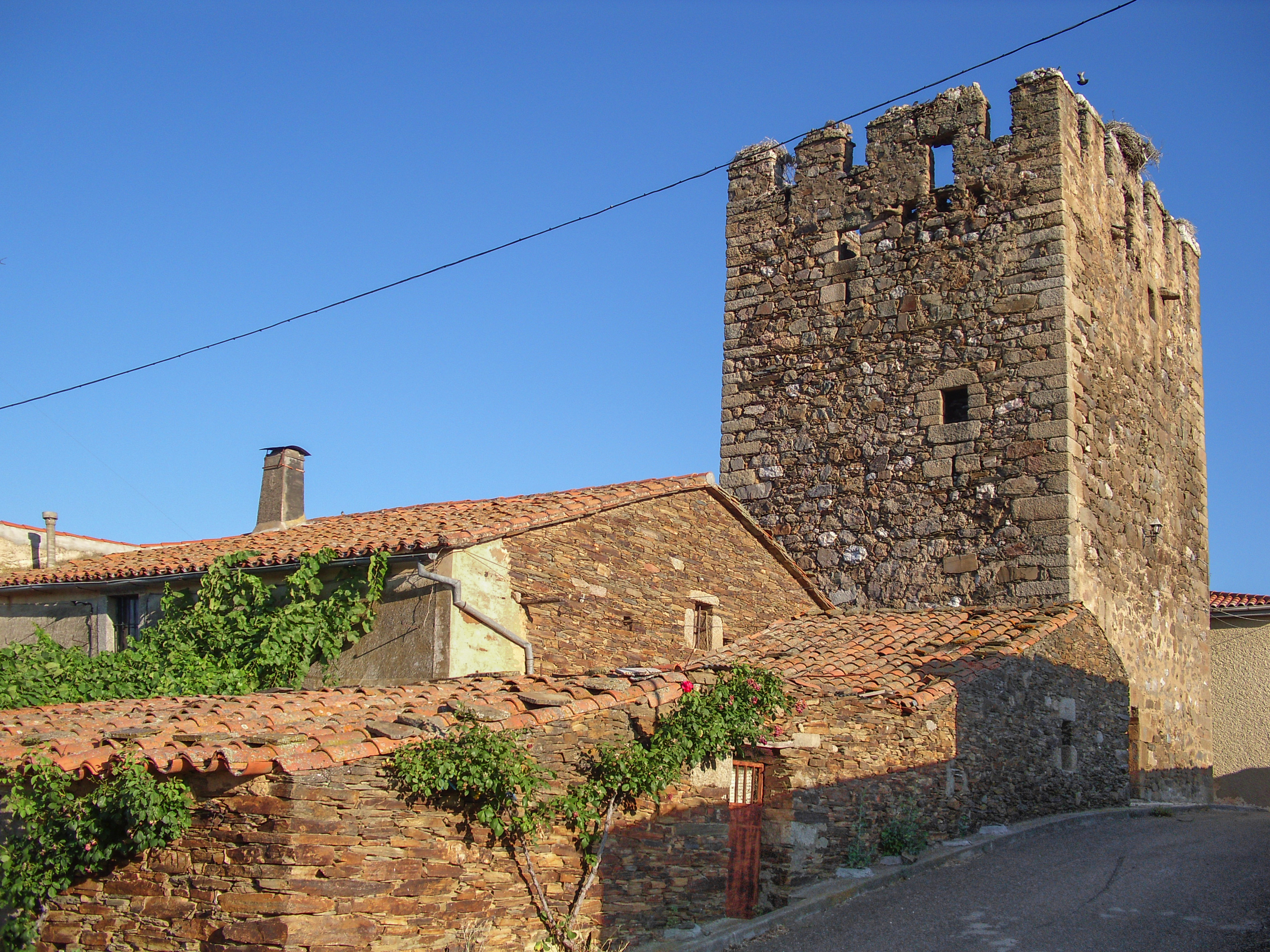
Castillo de Villares de Yeltes
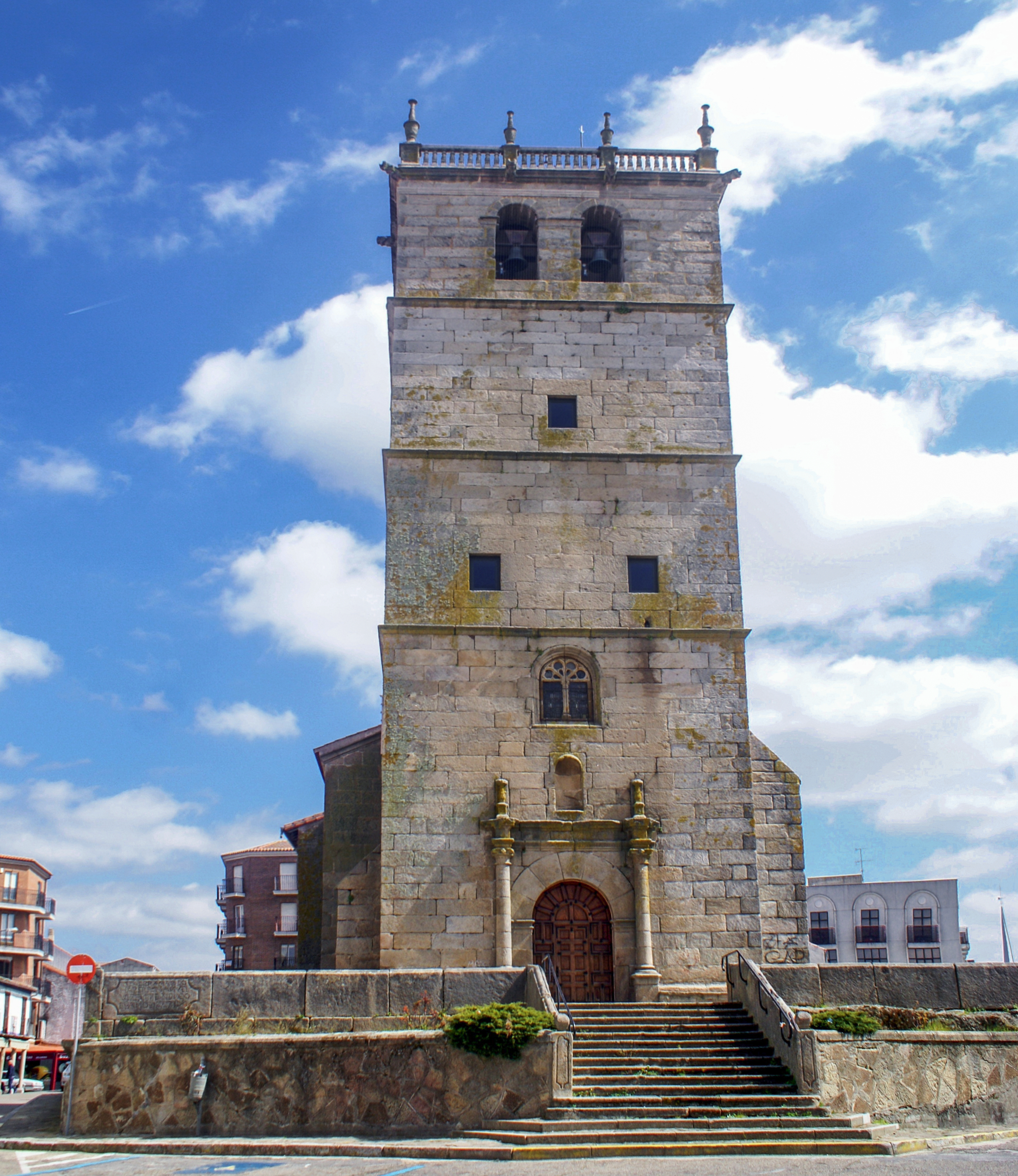
Iglesia de Vitigudino
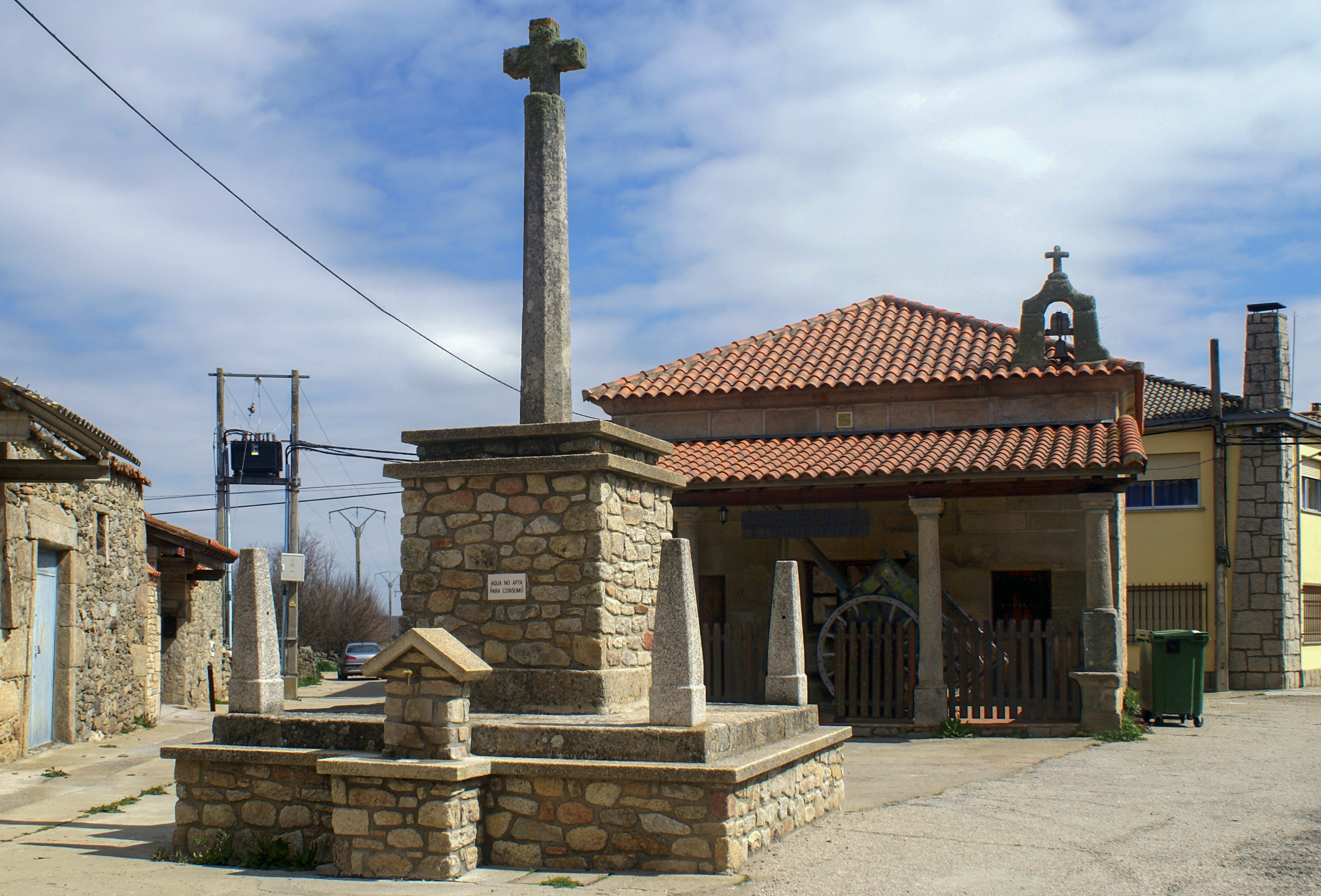
Museo de Peralejos de Abajo

## Demografía
Demográficamente esta zona ha conocido una de las mayores catástrofes de la provincia. Esta comarca posee una de las densidades de población más bajas de la provincia, con una densidad de población de 5,62 hab./km². Aunque siempre ha sido una comarca poco poblada, ya que siempre ha tenido pequeños municipios de entre 200 y 400 habitantes, desde mediados de siglo ha ido perdiendo población sin parar, sobre todo debido a unas fortísimas migraciones de carácter económico, que han reducido a un tercio el número de sus habitantes, 7311 en 2018. Todo ello a pesar de que la cabecera de comarca, Vitigudino, ha conseguido mantener su población, pero no ha sido suficiente para contrarrestar la fuerte caída del resto de municipios. Junto a esto existe el problema del envejecimiento.
| Evolución demográfica de la comarca, incluyendo La Ramajería                                                                                                  |
| |
| Población de derecho (1900-1991) o población residente (2001, 2010) según los censos de población del INE Población según el padrón municipal de 2021 del INE |

| Evolución demográfica de la comarca, sin incluir La Ramajería                                                                                                 |
| |
| Población de derecho (1900-1991) o población residente (2001, 2010) según los censos de población del INE Población según el padrón municipal de 2021 del INE |